# Koleje Jakucji
Koleje Jakucji, ŻDJa (ros. OAO Железные дороги Якутии, ЖДЯ) – rosyjski zarządca infrastruktury kolejowej i przewoźnik kolejowy. Spółka ŻDJa jest współwłasnością Kolei Rosyjskich i rządu Republiki Sacha. Firma zajmuje się obsługą oraz budową kolei amursko-jakuckiej.